# Сент Луис (Мичиген)
Сент Луис (енгл. St. Louis) град је у америчкој савезној држави Мичиген. По попису становништва из 2010. у њему је живело 7.482 становника.

## Демографија
Према попису становништва из 2010. у граду је живело 7.482 становника, што је 2.988 (66,5%) становника више него 2000. године.
| Група             | 2000.         | 2010.         |
| Белци             | 3.569 (79,4%) | 4.781 (63,9%) |
| Афроамериканци    | 453 (10,1%)   | 2.179 (29,1%) |
| Азијати           | 14 (0,3%)     | 16 (0,2%)     |
| Хиспаноамериканци | 337 (7,5%)    | 424 (5,7%)    |
| Укупно            | 4.494         | 7.482         |